# Adrien Morot
Adrien Morot (* 1970 in Montreal) ist ein kanadischer Maskenbildner, der bei über 110 Filmen mitwirkte.

## Karriere
Adrien Morot wurde 1970 in Montreal geboren. Seine Filmkarriere als Maskenbildner begann 1993 bei der Fernsehserie Grusel, Grauen, Gänsehaut. Es folgten Filme wie The Art of War, Jenseits aller Grenzen, Das geheime Fenster, The Day After Tomorrow und The Last Sign. Er wirkte zudem bei einigen Filmen mit, bei denen Ben Stiller als Hauptdarsteller zu sehen ist, so zum Beispiel Nachts im Museum und dessen Fortsetzungen sowie bei einigen X-Men-Verfilmungen.
Für seine künstlerische Leistung zu Barney’s Version erhielt Morot bei der Oscarverleihung 2011 eine Oscar-Nominierung in der Kategorie Bestes Make-up. Die Auszeichnung ging aber an Rick Baker und Dave Elsey für ihre Leistung zu Wolfman. Im Jahr 2023 erhielt er in dieser Kategorie den Oscar für The Whale.

## Filmografie (Auswahl)
- 1993: Grusel, Grauen, Gänsehaut (Are You Afraid of the Dark?, Fernsehserie)
- 1995: Screamers – Tödliche Schreie (Screamers)
- 2000: The Art of War
- 2003: Jenseits aller Grenzen (Beyond Borders)
- 2004: Das geheime Fenster (Secret Window)
- 2004: The Day After Tomorrow
- 2005: The Last Sign
- 2006: Lucky Number Slevin
- 2006: Good Cop Bad Cop (Bon Cop, Bad Cop)
- 2006: The Woods
- 2006: 300
- 2006: Nachts im Museum (Night at the Museum)
- 2008: Mensch, Dave! (Meet Dave)
- 2008: Die Geheimnisse der Spiderwicks (The Spiderwick Chronicles)
- 2008: Die Mumie: Das Grabmal des Drachenkaisers (The Mummy: Tomb of the Dragon Emperor)
- 2008: Death Race
- 2009: Nachts im Museum 2 (Night at the Museum: Battle of the Smithsonian)
- 2010: Barney’s Version
- 2011: Krieg der Götter (Immortals)
- 2013: Warm Bodies
- 2013: Riddick
- 2014: Noah
- 2014: Helix (Fernsehserie, 9 Episoden)
- 2014: X-Men: Zukunft ist Vergangenheit (X-Men: Days of Future Past)
- 2014: Nachts im Museum: Das geheimnisvolle Grabmal (Night at the Museum: Secret of the Tomb)
- 2015: Remember
- 2015: The Revenant – Der Rückkehrer (The Revenant)
- 2016: X-Men: Apocalypse
- 2016: Warcraft: The Beginning
- 2017: Mother!
- 2017: Zwischen zwei Leben (The Mountain Between Us)
- 2018: Death Wish
- 2018: Wahrheit oder Pflicht (Truth or Dare)
- 2018: Slender Man
- 2018: He’s Out There
- 2018: White Boy Rick
- 2018: Das Haus der geheimnisvollen Uhren (The House with a Clock in Its Walls )
- 2018: Vice – Der zweite Mann (Vice)
- 2019: Friedhof der Kuscheltiere (Pet Sematary)
- 2019: Der Leuchtturm (The Lighthouse)
- 2019: X-Men: Dark Phoenix (Dark Phoenix)
- 2019: Murder Mystery
- 2019: Crawl
- 2020: Unhinged – Außer Kontrolle (Unhinged)
- 2021: The United States vs. Billie Holiday
- 2021: Fatherhood
- 2022: The Whale
- 2022: M3GAN